# Cleo Hill
Cleo Hill (Newark, 24 maggio 1938 – Orange, 10 agosto 2015) è stato un cestista statunitense, professionista nella NBA e nella ABL.

## Carriera
Venne selezionato dai St. Louis Hawks al primo giro del Draft NBA 1961 (8ª scelta assoluta).